# Mariàngela Vilallonga
Mariàngela Vilallonga Vives (Gérone, 3 avril 1952) a été professeure de philologie latine à l'université de Gérone. Entre 2017 et 2019 elle a été la deuxième vice-présidente de l'Institut d'Etudes Catalanes, une institution au sein de laquelle elle a occupé différents postes de responsabilité. Entre mars 2019 et septembre 2020, elle a été ministre de la Culture de la Généralité de Catalogne, dans le cadre du gouvernement de Quim Torra. Plus tard, le 4 septembre de la même année, elle reprendra le poste de professeur à l'université de Gérone, son mandat en tant que conseillère à la Culture se finissant le 3 septembre 2020.

## Biographie
Bien que née à Gérone, elle grandit à Llagostera. Elle étudie à l'école primaire du monastère carmélite de la municipalité puis à l'école élémentaire du lycée de Gérone. Plus tard, elle étudie au lycée Jaume Vicens Vives de Gérone. Elle se consacre par la suite à des études de philosophie et de littérature à l'université de Gérone, et obtient un diplôme de philologie classique à l'université autonome de Barcelone. En septembre 1974, sa thèse, La estructura omfàlica a l'epístola Ad Pisones d'Horaci, est dirigée par Àngel Anglada Anfruns. La même année, elle commence à travailler comme professeure au Collège universitaire de Gérone et se marie en 1975.

### Carrière académique
Docteure en philologie classique de l'Université autonome de Barcelone, elle est professeure de philologie latine à l'Université de Gérone et directrice du groupe de recherche sur le patrimoine littéraire de Maria Àngels Anglada - Carles Fages de Climent, depuis sa création en 2004. Elle a en outre dirigé des projets de recherche sur les relations entre les Humanistes de la Couronne d'Aragon et l'Europe au cours des XVe et XVIe siècles. Dans ce domaine, il faut souligner son livre La literatura latina en Cataluña en el siglo XV (la littérature latine en Catalogne au XVe siècle) et ses contributions sur le cardinal et évêque de Gérone Joan Margarit i Pau et Jeroni Pau, dont elle est une spécialiste reconnue.
Elle coordonne le groupe de travail Studia Humanitatis, auquel participent quatorze chercheurs d'Allemagne, d'Italie, du Royaume-Uni, de Belgique et d'Espagne, créant pour l'occasion une bibliothèque virtuelle répertoriant les biographies des principaux humanistes catalans et certains de leurs textes latins.
Depuis le 28 février 2005, elle est membre à part entière de l'Institut d'études catalanes, dont elle porte le numéro 255. L'année 2017 s'accompagne de sa nomination en tant que vice-présidente de l'institution. Elle l'avait déjà été entre le 11 novembre 2010 et 2013, en remplacement de Joan Solà, décédé le 27 octobre 2010.
Elle est membre du Conseil d'administration et du Conseil consultatif de l'Institution des lettres catalanes depuis 2015. Elle a été membre du Conseil des arts et de la culture de Gérone (2008-2011), membre du Conseil scolaire de Catalogne (2011-2015), membre du Conseil social de la culture de la Généralité de Catalogne (2014-2015), présidente du Conseil consultatif du réseau CRUSCAT (2010-2015), membre du Comité d'organisation des commémorations de la Generalitat de Catalogne (2011-2013) et coordinatrice des "Feuillets" de la Revista de Girona (1985-2008).

### Engagement politique
Le 22 mars 2019, elle est annoncée comme future ministre de la culture du gouvernement de Quim Torra, en remplacement de Laura Borràs ; cette dernière quitte en effet ses fonctions pour se présenter comme candidate indépendante aux élections générales espagnoles d'avril 2019,,. En 2020, elle déclenche une controverse autour d'une utilisation qu'elle estime excessive de l'espagnol sur la chaîne de télévision catalane TV3,. En septembre de la même année, elle est relevée de ses fonctions.

## Publications
Elle est l'autrice de plus d'une douzaine de monographies et de livres. Elle a également traduit les poèmes français de Rainer M. Rilke (2011). Elle a collaboré avec plusieurs médias dont la Vanguardia pour des articles de nature essentiellement littéraire ou politique :
- Vida i obra de Jeroni Pau (Resum de Tesi Doctoral) (1984)
- Jeroni Pau. Obres (en deux tomes, 1986)
- Els arbres (1986)
- Dos opuscles de Pere Miquel Carbonell (1988)
- Llengua i literatura de l'Edat Mitjana al Renaixement (1991) amb Albert Rossich
- La literatura llatina a Catalunya al segle XV. Repertori bio-bibliogràfic (1993)
- El Renaixement i l'Humanisme (2002)
- Atles literari de les terres de Girona (XIXe et XXe siècles) (2003)
- Johannes Burckard. Dietari secret (2003)
- Recrear Rodoreda Romanyà (2008)

## Prix et récompenses
Le 26 avril 2016, elle se voit attribuer la Croix de saint Georges pour ses recherches centrées sur la littérature humaniste latine de la Couronne d'Aragon.